# جيروم بيتيس
جيروم بيتيس (بالإنجليزية: Jerome Bettis) هو لاعب كرة قدم أمريكية أمريكي، ولد في 16 فبراير 1972 في ديترويت في الولايات المتحدة.

## وصلات خارجية
- الموقع الرسمي
- جيروم بيتيس على موقع إي إس بي إن.كوم (أن.أف.أل)3
- جيروم بيتيس على موقع مرجع كرة القدم المحترفة.كوم (الإنجليزية)
- جيروم بيتيس على موقع IMDb (الإنجليزية)
- جيروم بيتيس على موقع إن إن دي بي (الإنجليزية)
- جيروم بيتيس على موقع قاعدة بيانات الفيلم (الإنجليزية)